# رودريك رايلي
رودريك رايلي (11 مارس 1981 - ) (بالإنجليزية: Roderick Riley)‏ هو لاعب كرة سلة أمريكي في مركز الوسط.

## وصلات خارجية
- رودريك رايلي على موقع كرة السلة الأوروبية.كوم (الإنجليزية)
- رودريك رايلي على موقع كلية كرة السلة في سبورتس رفرنس.كوم (الإنجليزية)
- رودريك رايلي على موقع ريلجم (الإنجليزية)
- رودريك رايلي على موقع بروبوليرز (الإنجليزية)
- رودريك رايلي على موقع سبورتس رفرنس (الإنجليزية)